# UEFA Futsal Champions League 2020-2021 - Ottavi di finale
Gli ottavi di finale, in programma dal 18 al 20 febbraio 2021, prevedono la partecipazione di 16 squadre. La composizione degli accoppiamenti è stata definita tramite sorteggio il 21 gennaio alle 14:00 (CET).

## Sorteggio
Le squadre sono state divise in due fasce in base al loro ranking UEFA: ogni squadra testa di serie incontra una squadra non-testa di serie. La squadra di casa è stata sorteggiata.
Come deciso dal Comitato Esecutivo UEFA, le squadre russe e ucraine non possono affrontarsi in questo turno: il Prodeksim è stato quindi sorteggiato nel primo incontro, con le due squadre russe (KPRF e Gazprom Jugra) che aggiunte solo successivamente all'urna delle teste di serie.
| Teste di serie                                                                                     | Non teste di serie                                                                 |
| -------------------------------------------------------------------------------------------------- | ---------------------------------------------------------------------------------- |
| - - Barcellona - Inter - Sporting Lisbona - Qairat - Benfica - KPRF Mosca - Gazprom Jugra - Aqtöbe | - - Dobovec - Prodeksim - Chrudim - Vytis - Olmissum - MVFC - United Galați - ACCS |

## Tabella Riassuntiva
| Squadra 1        | Risultato | Squadra 2     |
| ---------------- | --------- | ------------- |
| Inter            | 4 - 2     | Prodeksim     |
| Aqtöbe           | 1 - 2     | Dobovec       |
| Qairat           | 6 - 1     | United Galați |
| Olmissum         | 1 - 2     | KPRF Mosca    |
| Benfica          | 5 - 0     | MVFC          |
| Gazprom Jugra    | 3 - 0     | Vytis         |
| Barcellona       | 2 - 1     | ACCS          |
| Sporting Lisbona | 5 - 1     | Chrudim       |

## Risultati
| Arbitri: | Angelo Galante Dario Pezzuto Nurbol Abbassov |
| Crono:   | Einadin Idrissov                             |

|              |           |                                  |
| Vitão 8'32'’ | Marcatori | 20'27'’ Matošević 23'02'’ Duščak |

| Arbitri: | Ondřej Černý Gábor Kovács Juan José Cordero Gallardo |
| Crono:   | Ana Sanchez Bombin                                   |

|                                                                      |           |                                     |
| Saldise 15'30'’ B. Díaz 32'19'’ C. Morales 38'46'’ J. García 39'09'’ | Marcatori | 30'08'’ Zvarych 33'00'’ (aut.) Pola |

| Arbitri: | Nikola Jelić Borislav Kolev David Urdánoz Apezteguía |
| Crono:   | Irene Martinez Fernandez                             |

|                                 |           |                  |
| Ferrão 18'58'’ Ximbinha 34'47'’ | Marcatori | 8'22'’ E. Borges |

| Arbitri: | Admir Zahovič Aleš Mocnik Peric Iurii Neverov |
| Crono:   | Andrey Shelekhov                              |

|                                                      |           |  |
| Afanas'ev 13'16'’ Pirogov 17'04'’ Vinogradov 24'38'’ | Marcatori |  |

| Arbitri: | Vladimir Kadykov Ivan Shabanov Nurbol Abbassov |
| Crono:   | Einadin Idrissov                               |

| |           |                 |
| Rangel 3'54'’ Valadares 11'17'’ Fernandinho 22'48'’ Edson 28'14'’ Yesenamanov 33'05'’ Orazov 39'44'’ | Marcatori | 37'38'’ Craciun |

| Arbitri: | Alejandro Martinez Flores Javier Moreno Reina Miguel Castilho |
| Crono:   | Pedro Gonçalo Paixão Costa                                    |

|                                                                   |           |                        |
| Paçó 8'57'’, 32'02'’ Cavinato 11'03'’ Erick 33'08'’ Rocha 35'04'’ | Marcatori | 19'09'’ (rig.) Éverton |

| Arbitri: | Cristiano José Cardoso Santos Ruben António Cardoso Santos Vedran Babic |
| Crono:   | Mario Budimir                                                           |

|              |           |                        |
| Pavić 8'09'’ | Marcatori | 8'41'’, 34'37'’ Asadov |

| Arbitri: | Cédric Pelissier Victor Berg-Audic Eduardo Fernandes Coelho |
| Crono:   | Filipe Gonçalo Santos Duarte                                |

|                                                                                |           |  |
| Robinho 1'40'’ Miguel 5'53'’ Čiškala 25'09'’ Jacaré 30'04'’ F. Cecílio 33'58'’ | Marcatori |  |